# Hotkovo (miasto Novi Pazar)
Hotkovo (cyr. Хотково) – wieś w Serbii, w okręgu raskim, w mieście Novi Pazar. W 2011 roku liczyła 282 mieszkańców.